# Liste der Biografien/Barc
Liste der Biografien |
Portal Biografien |
Personensuche
# |
A |
B |
C |
D |
E |
F |
G |
H |
I |
J |
K |
L |
M |
N |
O |
P |
Q |
R |
S |
T |
U |
V |
W |
X |
Y |
Z |
?
 
Ba |
Be |
Bd |
Bg |
Bh |
Bi |
Bj |
Bl |
Bm |
Bn |
Bo |
Br |
Bs |
Bu |
Bw |
By |
Bz
 
Baa |
Bab |
Bac |
Bad |
Bae |
Baf |
Bag |
Bah |
Bai |
Baj |
Bak |
Bal |
Bam |
Ban |
Bao |
Bap |
Baq |
Bar |
Bas |
Bat |
Bau |
Bav |
Baw |
Bax–Baz
 
Bara |
Barb |
Barc |
Bard |
Bare |
Barf |
Barg |
Barh |
Bari |
Barj |
Bark |
Barl |
Barm |
Barn |
Baro |
Barp |
Barq |
Barr |
Bars |
Bart |
Baru |
Barv |
Barw |
Bary |
Barz
Die Liste der Biografien führt alle Personen auf, die in der deutschsprachigen Wikipedia einen Artikel haben. Dieses ist eine Teilliste mit 159 Einträgen von Personen, deren Namen mit den Buchstaben „Barc“ beginnt.

## Barc
- Barc, Paulo Rodrigues (* 1960), brasilianischer Fußballspieler

### Barca
- Barca, Johann Georg (1781–1826), deutscher Architekt und mecklenburgischer Baubeamter
- Barca, Peter W. (* 1955), US-amerikanischer Politiker
- Barcaba, Peter (1947–2017), österreichischer Komponist
- Barčák, Andrej (1920–1984), tschechoslowakischer Politiker und Minister
- Barčák, Andrej (* 1946), tschechoslowakischer Politiker und Minister
- Barcal, Tom (* 1964), deutscher Schauspieler und SängerTom Barcal (* 1964)

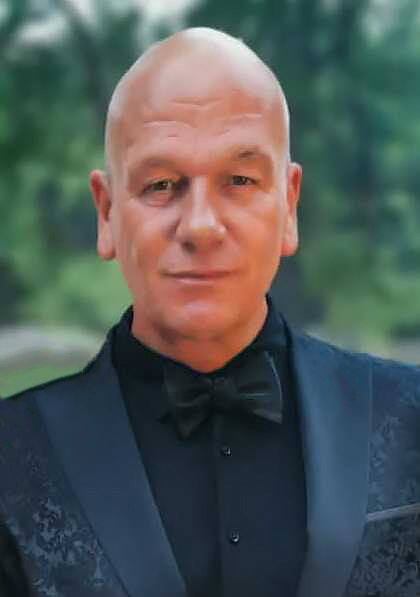
Tom Barcal (* 1964)

- Barcala, José (* 1981), spanischer Fußballtrainer
- Barcan Marcus, Ruth (1921–2012), US-amerikanische Logikerin und Philosophin

### Barce
- Barce, Ramón (1928–2008), spanischer Komponist
- Barcelata, Lorenzo (1898–1943), mexikanischer Komponist
- Barcellona, Daniela (* 1969), italienische Opernsängerin im Stimmfach Mezzosopran
- Barcelloni, Gianni (1942–2016), italienischer Filmproduzent, -regisseur und Drehbuchautor
- Barceló i Anguera, Pere Joan (1682–1743), katalanischer Soldat im Spanischen Erbfolgekrieg
- Barceló Rodríguez, Víctor Manuel (* 1936), mexikanischer Botschafter
- Barcelo, Annette (* 1943), Schweizer Malerin, Zeichnerin und Grafikerin
- Barceló, Antoni (1717–1797), spanischer Seefahrer
- Barceló, Elia (* 1957), österreichisch-spanische Schriftstellerin und Literaturwissenschaftlerin
- Barcelo, Facundo (* 1993), uruguayischer Fußballspieler
- Barceló, Miquel (* 1957), spanischer KünstlerMiquel Barceló (* 1957)

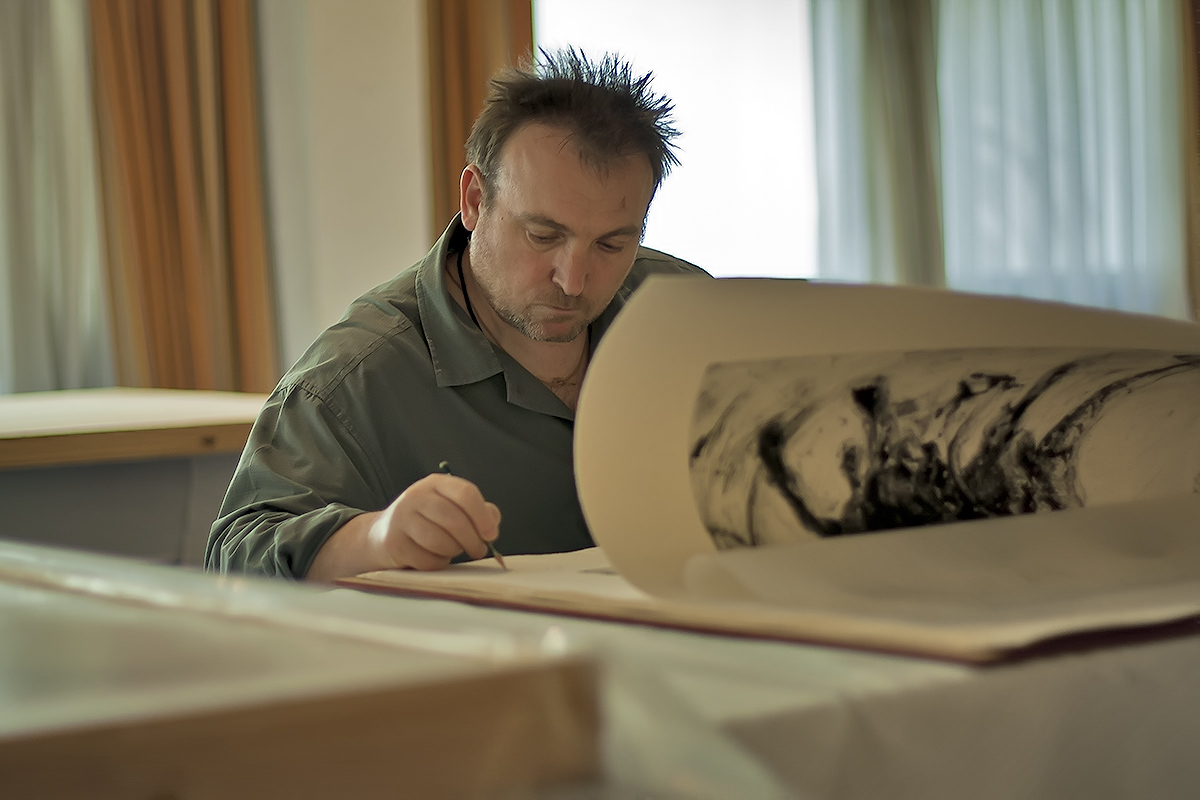
Miquel Barceló (* 1957)

- Barceló, Pedro (* 1950), spanisch-deutscher Althistoriker
- Barcelona, Danny (1929–2007), US-amerikanischer Jazz-Schlagzeuger
- Barcelos, Álano (1931–2008), brasilianischer Hochschullehrer, Rechtsanwalt und Politiker, Bundessenator
- Barcelos, Cristóvão de Castro (1883–1946), brasilianischer Generalmajor
- Bárcena Ibarra, Alicia (* 1952), mexikanische Biologin und Politikerin
- Bárcena, Juan Gómez (* 1984), spanischer Autor, Literaturkritiker und Dozent
- Bárcenas González, Domingo (1927–2000), spanischer Handballtrainer, Handballspieler, Basketballspieler
- Bárcenas y Lopez-Mollinedo Mercado, Domingo de las (1880–1969), spanischer Diplomat
- Bárcenas, Edgar (* 1993), panamaischer Fußballspieler
- Barcevičius, Raimundas, litauischer Politiker
- Barcewicz, Stanisław (1858–1929), polnischer Geiger, Kammermusiker, Dirigent und Musikpädagoge

### Barch
- Barch, Krystofer (* 1980), kanadischer Eishockeyspieler
- Barchatowa, Klawdija Alexandrowna (1917–1990), sowjetische Astronomin und Hochschullehrerin
- Barche, Hermann (1913–2001), deutscher Politiker (SPD), MdB
- Barche, Petra (* 1968), deutsche Juristin, Richterin am Bundesfinanzhof
- Barchet, Jakob Friedrich (1798–1864), württembergischer Landtagsabgeordneter
- Barchet, Siegfried (1918–1982), deutscher Cellist und Komponist
- Barchevitch, Alexej (* 1976), deutscher Violinist
- Barchewitz, Ernst Christoph (1687–1758), Offizier der Niederländischen Ostindien-Kompanie und Autor eines Reiseberichts
- Barchewitz, Friedrich (1836–1902), deutscher Architekt und Baubeamter
- Barchewitz, Gustav (1838–1921), deutscher Jurist und Staatsbeamter
- Barchfeld, Andrew Jackson (1863–1922), US-amerikanischer Politiker
- Barchi, Pier Felice (1929–2018), Schweizer Politiker (FDP)
- Barchiesi, Alessandro (* 1955), italienischer Altphilologe
- Barchin, Grigori Borissowitsch (1880–1969), russischer Architekt
- Barchman Wuytiers, Cornelius Johannes (1692–1733), niederländischer altkatholischer Erzbischof von Utrecht
- Barchmann, Heinz-Joachim (1950–2021), deutscher Politiker (SPD) und Gewerkschafter
- Barchou de Penhoën, Auguste (1801–1855), französischer Offizier, Übersetzer und Autor
- Barchudarjan, Sargis (1887–1973), armenischer Komponist
- Barchus, Eliza (1857–1959), US-amerikanische Landschaftsmalerin
- Barchusen, Johann Conrad (1666–1723), deutscher Apotheker, Chemiker und Arzt
- Barchwitz-Krauser, Oskar von (1854–1931), deutscher Missionar, Prediger und Evangelist

### Barci
- Barcia Trelles, Augusto (1881–1961), spanischer Historiker, Politiker, Ministerpräsident von Spanien
- Barcia, Andrés González de (1673–1743), spanischer Literat, Historiker und Hofbeamter
- Barcia, James A. (* 1952), US-amerikanischer Politiker
- Barcia, Leandro (* 1992), uruguayischer Fußballspieler
- Barcianu-Popovici, Sava (1814–1879), rumänischer Kleriker, Romanist, Rumänist, Germanist, Grammatiker und Lexikograf
- Barcik, Edward (* 1950), polnischer Radrennfahrer
- Barčík, Miroslav (* 1978), slowakischer Fußballspieler
- Barçın, Bekir (* 1949), türkischer Fußballspieler und -trainer

### Barck
- Barck, Karlheinz (1934–2012), deutscher Romanist
- Barck, Lothar (1880–1957), deutscher Jurist und Ministerialrat
- Barck, Maximilian (1962–2013), deutscher Schriftsteller und Herausgeber
- Barck, Simone (1944–2007), deutsche Historikerin und Literaturwissenschaftlerin
- Barckhan, Johann Hieronymus (1785–1865), deutscher Maler
- Barckhaus von Wiesenhütten, Carl Ludwig von (1761–1823), hessischer Minister und Diplomat
- Barckhaus, Elisabeth Catharina von (1696–1749), Frankfurter Bürgersfrau und Stifterin
- Barckhausen, Christiane (* 1942), deutsche Schriftstellerin
- Barckhausen, Franz (1882–1956), deutscher General der Artillerie
- Barckhausen, Heinrich Ludwig Willibald (1742–1813), preußischer Jurist und Stadtpräsident von Halle
- Barckhausen, Joachim (1906–1978), deutscher Schriftsteller, Übersetzer und Drehbuchautor
- Barckhausen, Johann Arnold (1651–1726), deutscher Rechtswissenschaftler
- Barckhusen, Hermann, deutscher Buchdrucker und Verleger
- Barckow, Andreas (* 1966), deutscher Ökonom und Rechnungsleger
- Barckow, Klaus (* 1936), deutscher Bibliothekar

### Barcl
- Barclay de Tolly, Lucy von (1886–1947), deutsch-baltische Malerin
- Barclay de Tolly, Michael Andreas (1761–1818), deutsch-baltischer Offizier sowie russischer General und KriegsministerMichael Andreas Barclay de Tolly (1761–1818)

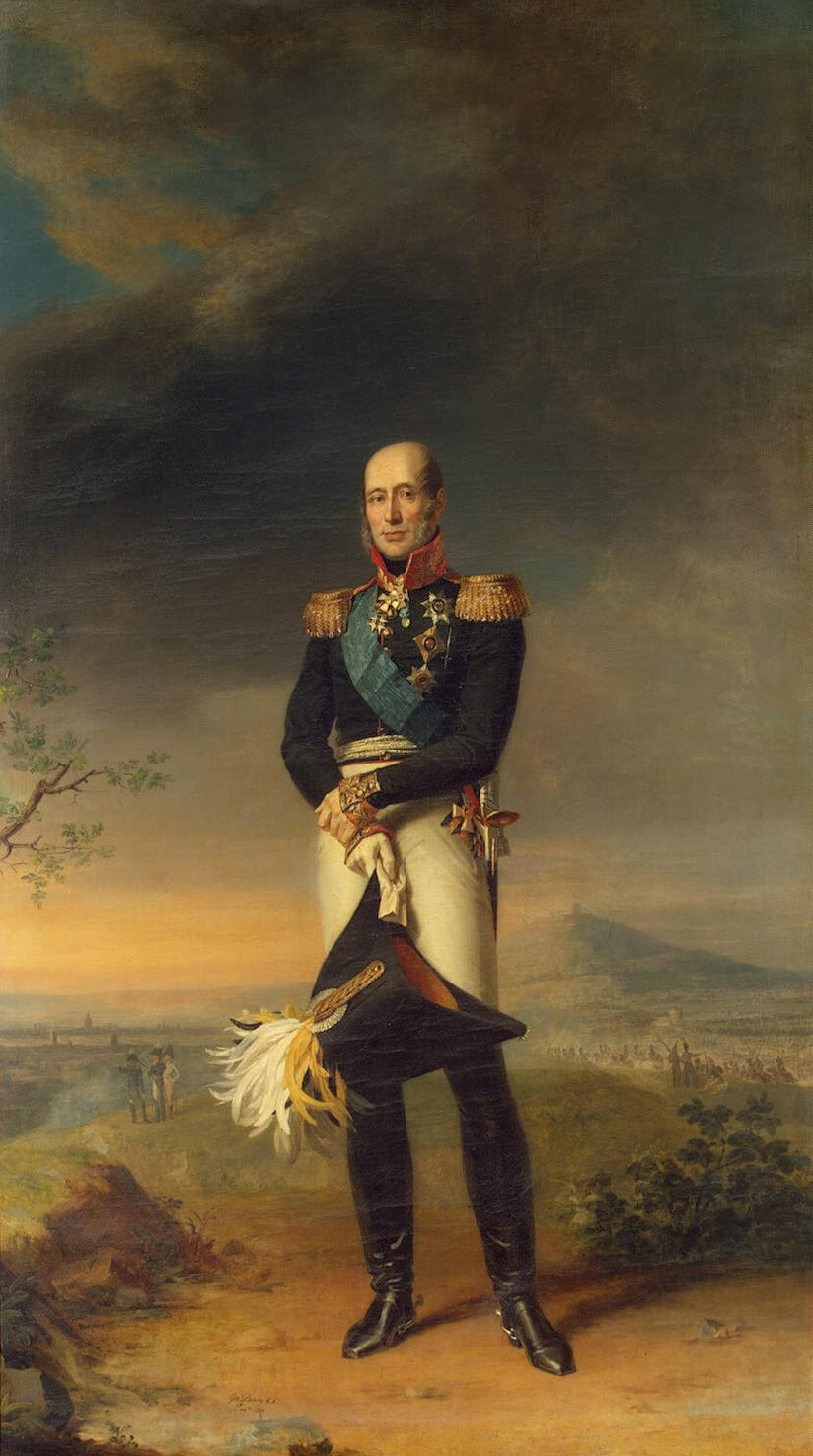
Michael Andreas Barclay de Tolly (1761–1818)

- Barclay de Tolly-Weymarn, Alexander (1824–1905), kaiserlich-russischer General der Infanterie
- Barclay Peat, William (1852–1936), schottischer Unternehmer
- Barclay, Alan (1909–1991), britischer Science-Fiction-Autor
- Barclay, Alex (* 1974), irische Schriftstellerin
- Barclay, Alexander († 1552), englischer Dichter
- Barclay, Arthur (1854–1938), Präsident von Liberia
- Barclay, Ben (* 2002), neuseeländischer Freestyle-Skisportler
- Barclay, Charles Frederick (1844–1914), US-amerikanischer Politiker
- Barclay, Colville (1869–1929), britischer Diplomat
- Barclay, David (1823–1889), US-amerikanischer Politiker
- Barclay, David (1934–2021), britischer Unternehmer und Verleger
- Barclay, David E. (* 1948), amerikanischer Historiker
- Barclay, Don (1892–1975), US-amerikanischer Schauspieler
- Barclay, Eddie (1921–2005), französischer Musikproduzent
- Barclay, Edwin (1882–1955), liberianischer Politiker
- Barclay, Emily (* 1984), britische SchauspielerinEmily Barclay (* 1984)

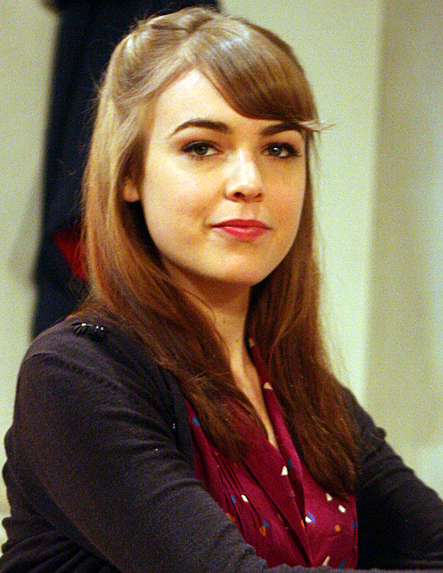
Emily Barclay (* 1984)

- Barclay, Eric (1894–1938), schwedischer Schauspieler
- Barclay, Frederick (* 1934), britischer Unternehmer und Verleger
- Barclay, George Head (1862–1921), britischer Botschafter
- Barclay, Harold (1924–2017), US-amerikanischer Hochschullehrer, Professor emeritus der Anthropologie
- Barclay, Jaclyn (* 2006), australische Schwimmerin
- Barclay, James (* 1965), britischer Fantasyschriftsteller
- Barclay, James Turner (1807–1874), US-amerikanischer Missionar und Palästinaforscher
- Barclay, Jean-Claude (* 1942), französischer Tennisspieler
- Barclay, Joan (1914–2002), US-amerikanische Filmschauspielerin
- Barclay, John (1582–1621), schottischer Dichter und Satiriker
- Barclay, Joseph (1831–1881), (dritter) protestantischer (anglikanischer) Bischof von Jerusalem
- Barclay, Linwood (* 1955), kanadisch-US-amerikanischer Autor und Journalist
- Barclay, Paris (* 1956), US-amerikanischer Fernsehregisseur und Filmproduzent
- Barclay, Per (* 1894), schwedischer Schauspieler
- Barclay, Richard (1931–2017), US-amerikanischer Sänger, Schauspieler, Tänzer, Filmregisseur und Filmproduzent
- Barclay, Robert (1648–1690), schottischer Quäker-Prediger
- Barclay, Robert Heriot (1786–1837), britischer Marineoffizier
- Barclay, Sandra (* 1967), peruanische Architektin
- Barclay, Stephen (* 1972), britischer Politiker (Conservative Party)
- Barclay, Steve (1918–1994), US-amerikanischer Schauspieler
- Barclay, Vera (1893–1989), britische Mitbegründerin der Wölflinge
- Barclay, William (1907–1978), schottischer presbyterianischer Geistlicher, Neutestamentler und Autor
- Barclay, William Edward (1857–1917), irischer Fußballtrainer und Funktionär
- Barclay-Harvey, Charles (1890–1969), britischer Politiker, Mitglied des House of Commons und Gouverneur von South Australia
- Barclay-Reitz, Catherine (* 1973), australische Tennisspielerin
- Barclay-Smith, Phyllis (1902–1980), britische Verwalterin, Ornithologin, Naturschützerin und Übersetzerin

### Barco
- Barco Centenera, Martín del, spanischer Geistlicher, Konquistador und Schriftsteller
- Barco, Álvaro (* 1967), peruanischer Fußballspieler
- Barco, Carolina (* 1951), kolumbianische Politikerin
- Barco, Esequiel (* 1999), argentinischer Fußballspieler
- Barco, Joseph von (1798–1861), österreichischer Feldmarschalleutnant
- Barco, Silvano (* 1963), italienischer Skilangläufer
- Barco, Valentín (* 2004), argentinischer Fußballspieler
- Barco, Vincenz von (1719–1797), österreichischer Feldmarschalllieutenant, kommandierender General von Ungarn, Ritter des Maria-Theresia-Orden sowie Inhaber des Husaren-Regiments Nr. 9 und General der Kavallerie
- Barco, Virgilio (1921–1997), kolumbianischer Politiker
- Barcola, Bradley (* 2002), französisch-togoischer FußballspielerBradley Barcola (* 2002)

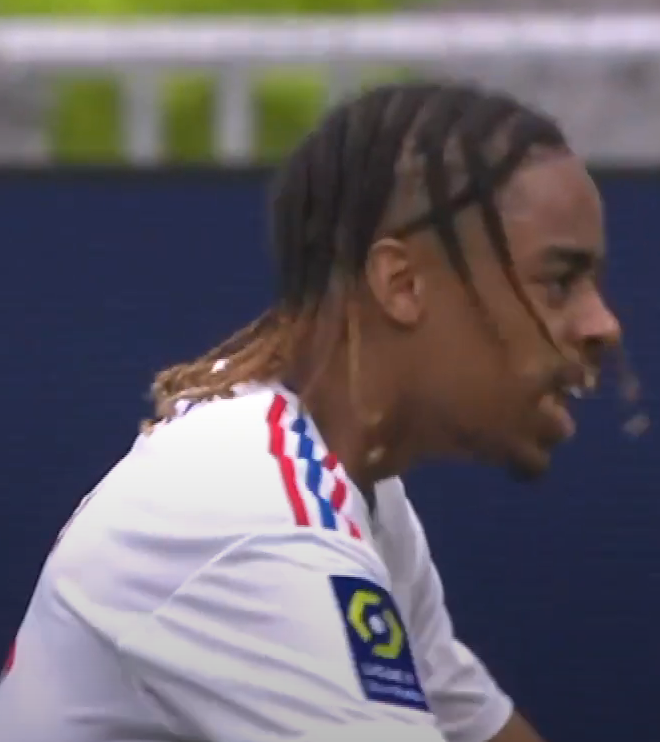
Bradley Barcola (* 2002)

- Barcola, Malcolm (* 1999), togoisch-französischer Fußballtorhüter
- Barcome, Donald  Jr. (* 1958), US-amerikanischer Curler
- Barcomi Friedman, Cynthia (* 1963), US-amerikanische Konditorin und Unternehmerin
- Barcons, Xavier (* 1959), spanischer Astronom
- Barcos, Carina (* 1977), argentinische Biathletin
- Barcos, Damián (* 1981), argentinischer Biathlet
- Barcos, George (* 1946), kolumbianischer Jazzgitarrist und Komponist
- Barcos, Hernán (* 1984), argentinischer Fußballspieler

### Barcr
- Barcroft, Joseph (1872–1947), britischer Physiologe
- Barcroft, Roy (1902–1969), US-amerikanischer Schauspieler

### Barcs
- Barcs, Sándor (1912–2010), ungarischer Politiker, Journalist, Autor und Sportfunktionär
- Barcsay, Achatius (1619–1661), Fürst von Siebenbürgen
- Barcsay, Jenő (1900–1988), ungarischer Maler

### Barcu
- Barcus, Glenn O. (1903–1990), US-amerikanischer Generalleutnant (Air Force)

### Barcz
- Barcza, Gedeon (1911–1986), ungarischer Schachspieler
- Barcza, Margarete (1912–1985), tschechoslowakische Widerstandskämpferin der Roten Kapelle
- Barczak, Tristan (* 1985), deutscher Jurist
- Barczatis, Elli (1912–1955), deutsche Agentin, Wegen Spionage zum Tode verurteilte Sekretärin Otto Grotewohls
- Bárczay, László (1936–2016), ungarischer Schachgroßmeister
- Barczay, Stefan (1911–1947), deutscher SS-Sturmführer
- Barczewski, Ernst (1861–1937), deutscher Pfarrer und Abgeordneter der deutschen Minderheit im Sejm in Polen
- Barczewski, Leigh (* 1955), US-amerikanischer Bahnradsportler
- Barczewski, Leslie (* 1957), US-amerikanischer Radrennfahrer
- Barczewski, Valentin (1856–1928), polnischer Pfarrer
- Barczikowski, Thomas (* 1963), deutscher Eishockeyspieler
- Barczuk, Amy (* 1990), US-amerikanische Fußballspielerin
- Bárczy, István (1866–1943), ungarischer Politiker, Rechtsanwalt und Justizminister
- Barczyk, Mario (* 1970), deutscher Fußballspieler
- Barczyk, Thomas H. (* 1966), polnisch-deutscher bildender Künstler
- Barczyński, Henryk (1896–1941), polnischer Grafiker und Illustrator jüdischer Abstammung